# Auramine O
Auramine O is een kleurstof uit de groep diarylmethanen. De stof wordt in de microbiologie toegepast als fluorescerende kleurstof.  In zuivere vorm is auramine O een vaste stof met naaldvormige kristallen. De stof is in zijn hydrochloridevorm in water zeer goed oplosbaar, in ethanol is hij goed oplosbaar. Als vrije base is de oplosbaarheid in water klein, in ethanol en di-ethylether echter redelijk. Het absorptiemaximum van auramine O ligt bij 431,2 nm met een molaire extinctiecoëfficiënt van 25.300 cm−1mol−1. Bij een aanslag-golflengte van 400 nm vertoont auramine O een maximum in zijn fluorescentie bij ongeveer 500 nm.  De fluorescentie-opbrengst is sterk afhankelijk van de viscositeit van het oplosmiddel, variërend van 0,0016 in methanol tot 0,019 in 1-decanol.
|                           |  |                                  |
| Auramine O als vaste stof |  | Auramine O in waterige oplossing |

## Synthese
Auramin kan door de reactie van bis(4-dimethylaminofenyl)methaan) met ureum, sulfaminezuur, zwavel en ammoniak bij 175 °C bereid worden.
Een tweede methode is gebaseerd op de condensatie van N,N-dimethylaniline met formaldehyde, gevolgd door een reactie met zwavel, ammoniak en ammoniumchloride:

## Toepassingen
Auramine O wordt op verschillende manieren als kleurmiddel in de microbiologie toegepast.

### Zelfstandig
Auramine O wordt toegepast om zuurvaste bacteriën te kleuren, zoals Mycobacterium. Auramine O bindt aan de mycolzuren in de celwand van de organismen op een manier die vergelijkbaar is met de Ziehl-Neelsen-kleuring.  Auramine O wordt ook toegepast als fluorescerende versie van het Schiff reagens.

### Combinatiekleuringen
Samen met rhodamine B wordt auramine O onder de naam AR-kleuring gebruikt als kleuring voor Mycobacterium tuberculosis. Met fenol wordt auramine O toegepast in de AP-kleuring. Al deze kleuringen zijn gebaseerd op de eerder genoemde koppeling tussen auramine O aan mycolzuren.

### Ontsmetting
Naast de verschillende toepassingen als kleurmiddel wordt auramine O ook toegepast als antisepticum.

## Toxicologie en veiligheid
Hoewel de verschillende bronnen het niet helemaal met elkaar eens zijn welke gevaren er aan het werken met en het gebruik van auramine O verbonden zijn, is de algemene indruk wel dat het geen stof is die zomaar gebruikt kan worden.